# Pratibha Patil
Pratibha Devisingh Patil, född 19 december 1934 i Nadgaon i dåvarande delstaten Bombay (i nuvarande Maharashtra), är en indisk jurist och ämbetsman som var Indiens president från 2007 till 2012.
Patil, som tillträdde som landets första kvinnliga president 25 juli 2007, studerade juridik i Bombay innan hon 1962 invaldes i delstatsförsamlingen i Maharashtra för Kongresspartiet. 1986 invaldes hon istället i Rajya Sabha, där hon fram till 1988 fungerade som vice talman. Vid valet till Lok Sabha 1991 kandiderade hon och vann i valkretsen Amravati. Efter förlustvalet 1996 utnämndes hon till guvernör i delstaten Rajasthan, som den första kvinnan på denna post.

## Uppväxt
Pratibha Patil föddes i Nadgaon, Maharashtra och är dotter till Narayan Paglu Rao. Hon gick i skolan R.R. School i Jalgaon. Hon tog en Master of Arts-examen vid Jaitha (M.J.) College i Jalgaon (knutet till North Maharashtra University i Jalgaon) och juristexamen vid Government Law College, Mumbai (knutet till University of Bombay). Under sin studietid var hon duktig på bordtennis och vann flera turneringar. 1962 valdes Pratibha Patil till ”College Queen” vid M.J. College. Samma år vann hon sitt första mandat i delstatsvalet, för valkretsen Edlabad där hon kandiderade för Kongresspartiet.
Hon gifte sig med läraren Devisingh Ransingh Shekhawat den 7 juli 1965. Eftersom hon var aktiv i politiken i Maharashtra, föredrog hon att inte ta sin makes efternamn. Paret har en son och en dotter.
Pratibha Patil har medverkat till att grunda olika välgörenhetsorganisationer och har grundat en kooperativ sockerfabrik och en kooperativ bank, Pratibha Mahila Sahakari Bank.

## Politisk karriär
Pratibha Patil påbörjade sin politiska karriär 1962 vid 27 års ålder. Med den ledande Kongresspartipolitikern och tidigare Chief Minister i Maharashtra Yashwantrao Chavan som mentor blev hon vice utbildningsminister efter att ha blivit omvald till delstatsparlamentet 1967. Under hennes följande mandatperioder (1972–78) var hon fullvärdig kabinettsminister i delstatsregeringen. I flera på varandra följande Kongresspartiregeringar hade hon ansvar för turism, socialpolitik och bostadspolitik under flera chief ministers, Vasantdada Patil, Babasaheb Bhosle, S. B. Chavan och Sharad Pawar. Hon återvaldes fortgående till delstatsparlamentet, antingen för valkretsen Jalgaon eller den närliggande Edlabad, till 1985, då hon valdes till Rajya Sabha som kandidat för Kongresspartiet. Hon har aldrig förlorat ett val hon ställt upp i.
År 1977 splittrades Kongresspartiet efter Indira Gandhis förlust efter undantagstillståndet 1975–1977. Många ledande Kongresspolitiker, däribland Pratibha Patils mentor Chavan, gick med i utbrytarpartiet Congress (Urs), liksom många vanliga partimedlemmar. Pratibha Patil valde dock att fortsätta stödja Indira Gandhi. Hon protesterade mot arresteringen av Indira Gandhi i december 1977 och satt själv tio dagar i fängelse.
1978 kom Congress (Urs) till makten i Maharashtra och Patil blev oppositionsledare i delstatsparlamentet. 
När Kongresspartiet kom tillbaka till makten 1980 nämndes hon som trolig kandidat till att bli Chief Minister. Posten gick istället till A. R. Antulay, som snart tvingades avgå på grund av korruptionsanklagelser. Pratibha Patil blev därefter minister i Vasantdada Patils regering. Hon utsågs av Rajiv Gandhi till ordförande för Maharashtra Pradesh Congress Committee (MPCC), vilket hon var 1988-90.
1985 invaldes hon i Rajya Sabha, och var vice talman från november 1986 till november 1988. Hennes mandatperiod tog slut i april 1990. Året därpå, i det val då Rajiv Gandhi blev mördad, invaldes hon i Lok Sabha för första gången, för valkretsen Amravati, en stad där hennes man tidigare hade varit borgmästare. 
I november 2004, åtta år efter att hon hade suttit i Lok Sabha, utsågs Pratibha Patil till den första kvinnliga guvernören i Rajasthan. Med Patil som guvernör hade Rajasthan kvinnor på tre viktiga maktposter i delstaten, förutom guvernören även Chief Minister Vasundhara Raje och delstatsparlamentets talman Sumitra Singh.
Pratibha Patil avgick som guvernör i Rajasthan den 21 juni 2007 på grund av sin presidentkanditatur.

## Presidentkanditatur 2007
Den 14 juni nominerade United Progressive Alliance (UPA), den styrande alliansen i Indien under ledning av Kongresspartiet, och den indiska vänstern Pratibha Patil till deras kandidat i presidentvalet som skulle hållas 19 juli 2007. Hon framträdde som en kompromisskandidat efter att vänsterpartierna inte kunde gå med på att nominera inrikesministern Shivraj Patil.  Vid det tillfället föreslog Sonia Gandhi Pratibha Patil. Det ansågs att hennes lojalitet till Nehru-Gandhi-familjen var en viktig faktor för hennes nominering.
Den 19 juli valdes hon till president och hon tillträdde 25 juli 2007.